# Брандсма, Тит
Святой Тит (Титус) Бра́ндсма (нидерл. Titus Brandsma, 23 февраля 1881[…], Болсвард, Фрисландия — 26 июля 1942[…], Дахау, Германия) — нидерландский католический священник, монах кармелитского ордена, погибший в концлагере Дахау из-за своей антинацистской деятельности. Причислен католической церковью к лику святых.

## Биография
Тит Брандсма родился в городе Больсвард в 1881 году. При рождении получил имя Анно Шурд (нидерл. Anno Sjoerd). Позднее, после своего присоединения к кармелитам, он взял себе монашеское имя Тит (в честь своего отца).
Его родители, которые владели небольшой молочной фермой, были набожными католиками в преимущественно кальвинистском регионе. За исключением одной дочери, все их дети (три дочери и два сына) вступили в религиозные ордена. С 11 лет Брандсма продолжил обучение во францисканской семинарии в городе Меген для мальчиков, рассматривающих священническое призвание. Брандсма вступил в новициат кармелитов в Боксмере 17 сентября 1898 года. Он принял свои первые обеты в октябре 1899 года. 
В 1905 году был рукоположён в священники. После рукоположения обучался в Риме, в 1909 году получил степень доктора философии. Затем Брандсма вернулся на родину, где преподавал философию в ряде учебных заведений. В 1919 году он основал среднюю школу в Оссе — нынешний лицей им. Тита Брандсма — и в течение двух лет был там директором. Брандсма занимался изучением кармелитского мистицизма, в котором был весьма сведущ; одной из его заслуг стал перевод на голландский язык трудов святой Терезы Авильской.

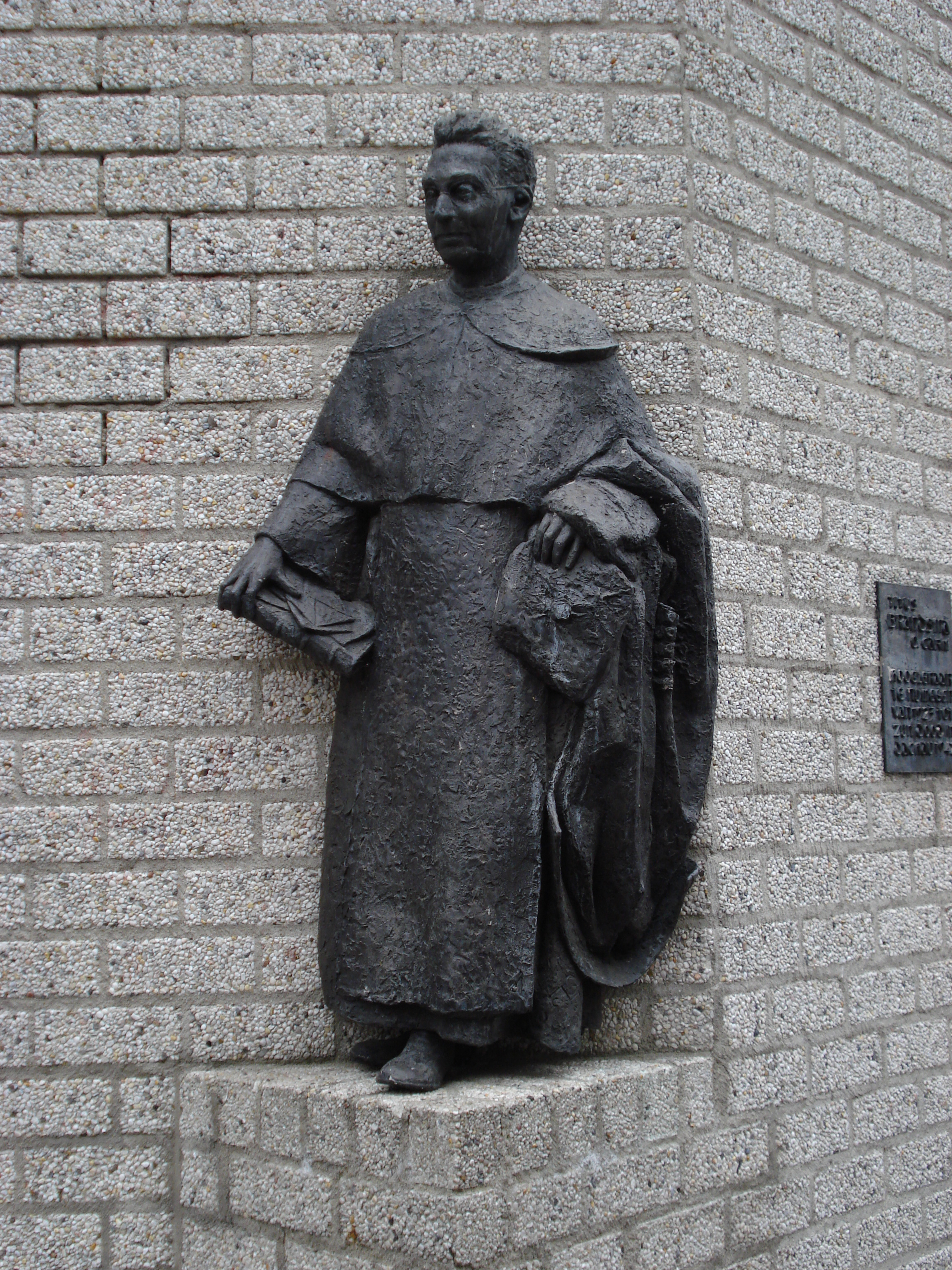
Памятник Титу Брандсме в Неймегене

Тит Брандсма стал одним из основателей в 1923 году первого в Нидерландах Католического университета в Неймегене. После создания Университета Брандсма сначала преподавал там философию и историю мистицизма, затем занял пост ректора. Он также много занимался журналистикой, сотрудничал со многими католическими изданиями Нидерландов и других стран Европы.
После вторжения нацистов в страну в 1940 году Брандсма многократно выступал с осуждением нацизма. Он призывал католическую прессу страны не печатать нацистскую пропаганду, в публичных выступлениях подчёркивал несовместимость нацизма с католической верой, протестовал против преследований евреев. После того, как католические епископы Нидерландов выступили с пасторским письмом, в котором осуждали преследования евреев и их депортацию, Брандсма лично занимался распространением этого письма.
19 января 1942 года Брандсма был арестован. После непродолжительного пребывания в нескольких лагерях в Схевенингене, Амерсфорте и Клеве он был перевезён в Дахау. 26 июля 1942 года Тит Брандсма был убит путём смертельной инъекции в рамках программы медицинских экспериментов над заключёнными. Лагерная медсестра, сделавшая смертельный укол, впоследствии раскаялась и выступала свидетелем на беатификационном процессе Тита Брандсмы.

## Прославление

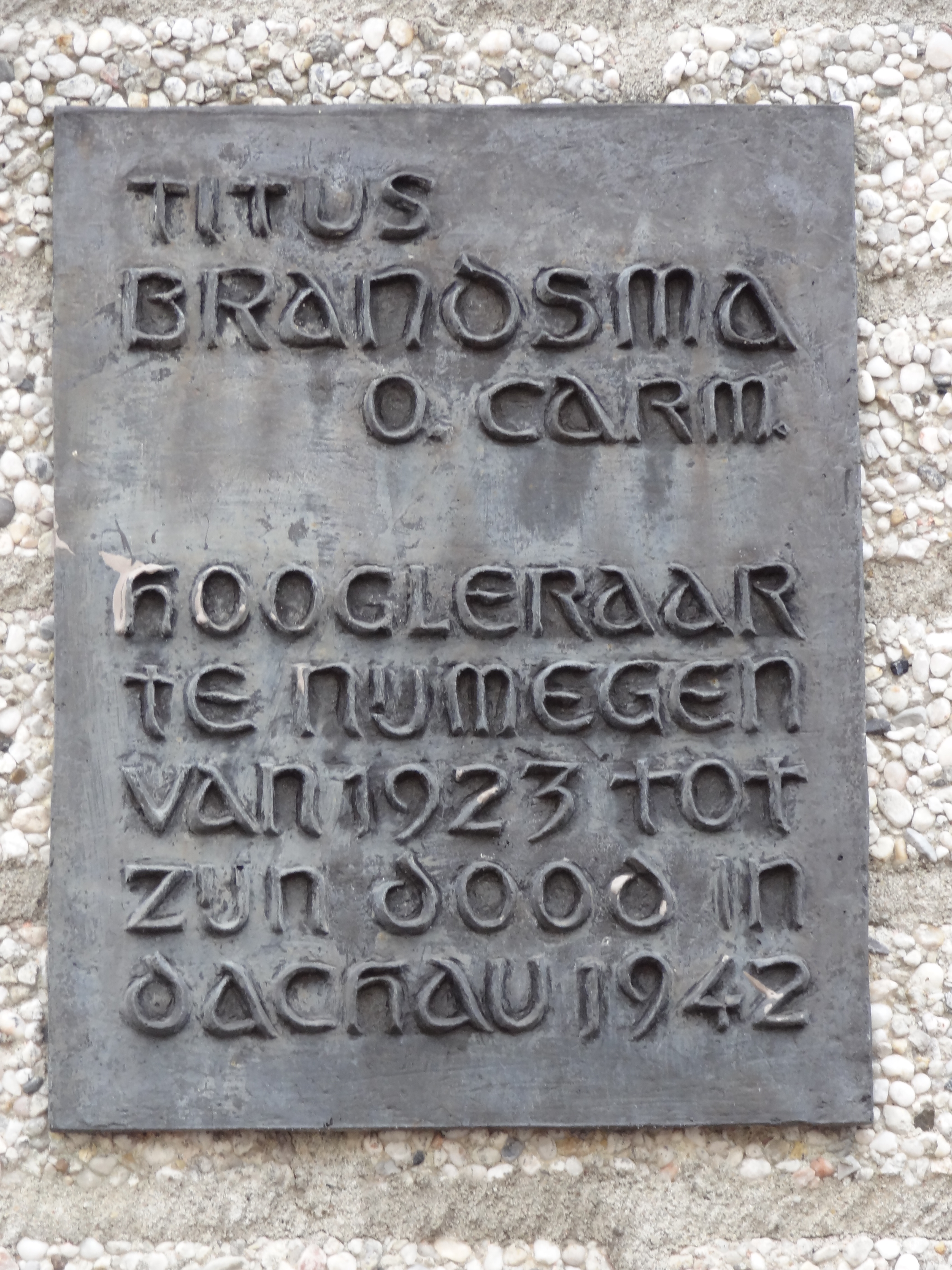
Мемориальная доска Тита Брандсмы на здании университета в Неймегене

3 ноября ноябре 1985 года папа Иоанн Павел II беатифицировал Тита Брандсму. В 2005 году Брандсма был избран неймегенцами величайшим за историю жителем города. Именем Брандсмы названа высшая премия Международного союза журналистов-католиков, вручаемая раз в три года.
Канонизирован 15 мая 2022 года папой Франциском.
День памяти — 26 июля.